# Sadek (województwo świętokrzyskie)
Sadek – wieś w Polsce położona w województwie świętokrzyskim, w powiecie pińczowskim, w gminie Pińczów.
W latach 1975–1998 miejscowość położona była w województwie kieleckim.